# ウィルバー・ウェア
ウィルバー・ウェア（Wilbur Ware、1923年9月8日 - 1979年9月9日）は、アメリカ合衆国イリノイ州出身のジャズ・ダブルベース奏者。独特のうねりを持つベースランニングで知られる。

## 略歴
シカゴ生まれのウィルバー・ウェアは独学でバンジョーとダブルベースの演奏を始めた。1940年代後半には、スタッフ・スミス、ソニー・スティット、ロイ・エルドリッジと共演している。1950年代には、エディ・ヴィンソン、アート・ブレイキー、バディ・デフランコといったジャズ界の重要人物との仕事を残している。1957年から58年にかけて、セロニアス・モンク・カルテットで活躍した。このグループには一時ジョン・コルトレーンも在籍している。また、1957年にはウィルバー・ウェア・クインテットとして唯一のリーダー・アルバム『ザ・シカゴ・サウンド』も制作。
1963年からは健康上の問題から活動を停止するが、1969年に復帰。その後、アーチー・シェップ等と共演。
1979年、肺気腫により死去。

## ディスコグラフィ

### リーダー・アルバム
- 『ザ・シカゴ・サウンド』 - The Chicago Sound (1957年、Riverside) ※with ジョニー・グリフィン

### 参加アルバム
アート・ブレイキー
- 『オリジナリー』 - Originally (1982年、Columbia)

ティナ・ブルックス
- 『ザ・ウェイティング・ゲーム』 - The Waiting Game (1961年、Blue Note)

ソニー・クラーク
- 『ダイアル・S・フォー・ソニー』 - Dial "S" for Sonny (1957年、Blue Note)

ウォルト・ディッカーソン
- 『テル・アス・オンリー・ザ・ビューティフル・シングス』 - Tell Us Only the Beautiful Things (1975年、Whynot)
- 『ウォルト・ディッカーソン1976』 - Walt Dickerson 1976 (1976年、Whynot)

ケニー・ドーハム
- 『2ホーン&2リズム』 - 2 Horns / 2 Rhythm (1957年、Riverside)

ケニー・ドリュー
- 『ア・ハリー・ウォーレン・ショウケース』 - A Harry Warren Showcase (1957年、Judson)
- 『ア・ハロルド・アーレン・ショウケース』 - A Harold Arlen Showcase (1957年、Judson)
- 『アイ・ラブ・ジェローム・カーン』 - I Love Jerome Kern (1957年、Riverside)
- 『ジス・イズ・ニュー』 - This Is New (1957年、Riverside)
- 『パル・ジョーイ』 - Pal Joey (1957年、Riverside)

マシュー・ジー
- 『ジャズ・バイ・ジー!』 - Jazz by Gee (1956年、Riverside)

グラント・グリーン
- 『リメンバリング』 - Remembering (1980年、Blue Note) ※1961年録音

ジョニー・グリフィン
- 『JG』 - Johnny Griffin (1956年、Argo)
- 『ジョニー・グリフィン・セクステット』 - Johnny Griffin Sextet (1958年、Riverside)
- 『ウエイ・アウト!』 - Way Out! (1958年、Riverside)

アーニー・ヘンリー
- 『プレゼンティング・アーニー・ヘンリー』 - Presenting Ernie Henry (1956年、Riverside)
- 『セヴン・スタンダーズ・アンド・ア・ブルース』 - Seven Standards and a Blues (1957年、Riverside)
- 『ラスト・コーラス』 - Last Chorus (1958年、Riverside)

クリフォード・ジョーダン
- 『ジェンキンス、ジョーダン&ティモンズ』 - Jenkins, Jordan and Timmons (1957年、Prestige)
- Starting Time (1961年、Jazzland)
- 『イン・ザ・ワールド』 - In the World (1972年、Strata-East)
- Remembering Me-Me (1977年、Muse)

ハービー・マン & サヒブ・シハブ
- 『ザ・ジャズ・ウィ・ハード・ラスト・サマー』 - The Jazz We Heard Last Summer (1957年、Savoy)

ブルー・ミッチェル
- 『ビッグ 6』 - Big 6 (1958年、Riverside)

セロニアス・モンク
- 『セロニアス・ヒムセルフ』 - Thelonious Himself (1957年、Riverside)
- 『モンクス・ミュージック』 - Monk's Music (1957年、Riverside)
- 『マリガン・ミーツ・モンク』 - Mulligan Meets Monk (1957年、Riverside)
- 『セロニアス・モンク・ウィズ・ジョン・コルトレーン』 - Thelonious Monk with John Coltrane (1961年、Jazzland)

J.R.モンテローズ
- 『J.R.モンテローズ』 - J. R. Monterose (1956年、Blue Note)

リー・モーガン
- 『インディード!』 - Lee Morgan Indeed! (1956年、Blue Note)

セシル・ペイン
- 『ゾディアック』 - Zodiac (1973年、Strata-East)

リタ・ライス
- 『クール・ヴォイス・オブ・リタ・ライス』 - The Cool Voice of Rita Reys (1956年、Columbia)

ソニー・ロリンズ
- 『ヴィレッジ・ヴァンガードの夜』 - Night at the Village Vanguard (1958年、Blue Note)

ズート・シムズ
- 『ズート!』 - Zoot! (1956年、Riverside)

トゥーツ・シールマンス
- 『マン・バイツ・ハーモニカ』 - Man Bites Harmonica! (1958年、Riverside)